# Huevo Hermitage
El Huevo Hermitage es una serie de 93 huevos enjoyados modernos, a la manera de los de Huevo de Fabergé.

## Historia
Fue realizado por Theo Faberge para el 250 aniversario del Museo del Hermitage.

## Descripción
El huevo en sí es de color azul pálido, sostenido por tres atlantes, como los que guardan la entrada principal del Museo del Hermitage. Se remata el huevo  con una corona imperial, ofreciendo al anverso el monograma de Catalina La Grande, mientras en el reverso se encuentra el águila bicéfala imperial rusa.